# Heteronema
Heteronema is een geslacht in de taxonomische indeling van de Euglenozoa. Deze micro-organismen zijn eencellig en meestal rond de 15-40 mm groot.

## Soorten
- H. acus F. Stein, 1878
- H. acutissimum Lemmermann, 1910
- H. diaphanum Skuja, 1939
- H. globiferum F. Stein, 1878
- H. globuliferum F. Stein, 1878
- H. hexagonum Playfair Skuja, 1948
- H. klebsii Senn, 1900
- H. leptosomum Skuja, 1939
- H. medusae Skvortzov, 1958
- H. mutabile Stokes Lemmermann, 1910
- H. nebulosum Dujardin Klebs, 1893
- H. ovale Kahl, 1928
- H. polymorphum Deflandre, 1932
- H. proteus Christen, 1962
- H. sacculus Skuja, 1939
- H. scaphurum Skuja, 1932
- H. spirale G.A. Klebs, 1893
- H. tortuosum Christen, 1962
- H. tremulum Zacharias, 1903
- H. trispira Matvienko, 1938